# (35368) 1997 UB8
1997 يو بي 8 (ويعرف أيضًا باسم (35368) 1997 يو بي 8 وفق تسمية الكوكب الصغير) (بالإنجليزية: 1997 UB8)‏ هو كويكب ضمن حزام الكويكبات؛ وترتيبه 35368 من حيث الاكتشاف.
اكتُشف هذا الجُرم الفلكي بواسطة تعقب الأجرام القريبة من الأرض في 28 أكتوبر 1997.

## وصلات خارجية
- (35368) 1997 UB8 في قاعدة بيانات مختبر الدفع النفاث لأجرام النظام الشمسي الصغيرة

- الاكتشاف · مخطط المدار ·  العناصر المدارية · المعلمات المادية

- (35368) 1997 UB8 على موقع ويكي سكاي: DSS2, SDSS, GALEX, IRAS, Hydrogen α, X-Ray, Astrophoto, Sky Map, Articles and images